# Interstate 40
Interstate 40 (I-40) é uma importante rodovia interestadual transcontinental leste-oeste nas porções sudeste e sudoeste dos Estados Unidos. Com uma extensão de 4.114,46 km (2.556,61 milhas), é a terceira rodovia interestadual mais longa do país, depois da I-90 e da I-80. De oeste para leste, ela passa pela Califórnia, Arizona, Novo México, Texas, Oklahoma, Arkansas, Tennessee e Carolina do Norte. Seu terminal oeste fica na I-15, em Barstow, Califórnia, enquanto o terminal leste fica em uma concomitância com a U.S. Route 117 (US 117) e a North Carolina Highway 132 (NC 132) em Wilmington, Carolina do Norte. As principais cidades atendidas pela interestadual incluem Flagstaff, Arizona; Albuquerque, Novo México; Amarillo, Texas; Oklahoma City, Oklahoma; Little Rock, Arkansas; Memphis, Nashville e Knoxville, no Tennessee; e Asheville, Winston-Salem, Greensboro, Durham, Raleigh e Wilmington, na Carolina do Norte.
A I-40 começa no Deserto de Mojave, na Califórnia, e segue pelo Planalto do Colorado, no Arizona, e pelo extremo sul das Montanhas Rochosas, no Novo México. Em seguida, atravessa as Grandes Planícies através do Texas Panhandle e Oklahoma, e passa ao sul dos Ozark, no Arkansas. A rodovia cruza os Apalaches no Tennessee e na Carolina do Norte, antes de terminar na Planície Costeira do Atlântico, perto do Oceano Atlântico.
Grande parte da parte oeste da I-40, de Barstow a Oklahoma City, é paralela ou sobreposta à histórica Rota 66 dos EUA. A leste de Oklahoma City, a rota geralmente é paralela à U.S. Route 64 e à U.S. Route 70. A I-40 foi estabelecida pelo Federal-Aid Highway Act de 1956, e a numeração foi posteriormente aprovada em 14 de agosto de 1957, juntamente com a maior parte do restante do sistema. O terminal leste foi inicialmente planejado para ser localizado na I-85 em Greensboro, mas a Administração Federal de Autoestradas aprovou posteriormente a extensão da rota até seu atual terminal leste em Wilmington. Como resultado, esse foi o último segmento da I-40 a ser concluído após sua inauguração em 1990.